# Tarnov (Nebraska)
Tarnov je selo u američkoj saveznoj državi Nebraska. Prema popisu stanovništva iz 2010. u njemu je živjelo 46 stanovnika.